# Conicochernes
Genre
Conicochernes est un genre de pseudoscorpions de la famille des Chernetidae.

## Distribution
Les espèces de ce genre sont endémiques d'Australie.

## Liste des espèces
Selon Pseudoscorpions of the World (version 3.0) :
- Conicochernes brevispinosus (L. Koch & Keyserling, 1885)
- Conicochernes crassus Beier, 1954
- Conicochernes doyleae Kennedy, 1990
- Conicochernes globosus Beier, 1954
- Conicochernes incrassatus (Beier, 1933)

## Publication originale
- Beier, 1948 : Über Pseudoscorpione der australischen Region. Eos, vol. 24, p. 525-562 (texte intégral).